# فرانک خاوری
فرانک خاوری (لاتین قرون وسطی: Francia orientalis) یا پادشاهی فرانک‌های خاوری (به لاتین: Regnum Francorum orientalium)، یک دولت جانشین امپراتوری شارلمانی بود که تا سال ۹۱۱ میلادی توسط دودمان کارولنژی اداره می‌شد. این دولت از طریق پیمان وردون در سال ۸۴۳ میلادی ایجاد شد که امپراتوری سابق را به سه پادشاهی تقسیم کرد.
تقسیم خاوری-باختری با معاهده وردون در سال ۸۴۳، که توسط انشعاب زبان ژرمنی-لاتین تقسیم شد، «به تدریج در ایجاد پادشاهی‌های جداگانه تثبیت شد». با تبدیل شدن (یا بودن) فرانک خاوری به پادشاهی آلمان
فرانک خاوری عمدتاً از نواحی آلمانی‌زبان امپراتوری کارولنژی بود که با پیمان وردون در سال ۸۴۳ تشکیل شد که در آینده امپراتوری مقدس روم و پادشاهی آلمان نیز نامیده شد. به ویژه پس از انتقال سلطنت از پادشاهان فرانک به دودمان اتونی ساکسون در سال ۹۱۹.

## تاریخچه
در اوت ۸۴۳ معاهده وردون توسط سه پسر و وارثان لوئی یکم (لوئی ژرمن، شارل دوم و لوتار یکم) امضا شد. تقسیم اراضی عمدتاً بر اساس رودخانه‌های موز، شلدت، سون و راین بود. در حالی که پسر ارشد لوتار یکم عنوان امپراتور و پادشاهی فرانک میانی (لوتارنژی) را حفظ کرد، شارل طاس فرانک باختری و لوئی ژرمن بخش شرقی سرزمین‌های عمدتاً آلمانی‌زبان را دریافت کرد: دوک‌نشین ساکسونی، اوسترازیا، آلامانیا، دوک‌نشین بایرن و مارکی‌نشین کارینتیا.
در سال ۸۶۹، لوتارنژی بر اساس پیمان میرسن، بین فرانک خاوری و فرانک باختری تقسیم شد. در دوران پادشاهی شارل سوم فرزند لوئی ژرمن، همه سرزمین‌های فرانک برای مدت کوتاهی دوباره متحد شد.